# Powiat de Parczew
Pour les articles homonymes, voir Parczew (homonymie).
Le powiat de Parczew (polonais : powiat parczewski) est un powiat (district) de la voïvodie de Lublin, dans le sud-est de la Pologne.
Il est né le 1er janvier 1999, à la suite des réformes polonaises de gouvernement local passées en 1998. 
Le siège administratif du powiat est la ville de Parczew, seul ville du powiat, située à 48 km au nord-est de la capitale régionale Lublin (capitale de la voïvodie). 
Le district couvre une superficie de 952,62 kilomètres carrés. En 2006, sa population totale est de 36 512 habitants, avec une population pour la ville de Parczew de 10 281 habitants et une population rurale de 26 231 habitants.

## Division administrative
Le powiat de Parczew comprend 7 gminy (communes) (1 urbaine-rurale et 6 rurales) :
- une commune urbaine-rurale : Parczew ;
- 6 communes rurales : Dębowa Kłoda, Jabłoń, Milanów, Podedwórze, Siemień et Sosnowica.

Celles-ci sont inscrites dans le tableau suivant, dans l'ordre décroissant de la population.
| Gmina              | Type         | Supérficie (km²) | Population (2006) | Chef-lieu    |
| Gmina Parczew      | urbain-rural | 146,2            | 14 852            | Parczew      |
| Gmina Siemień      | rural        | 110,9            | 4 825             | Siemień      |
| Gmina Jabłoń       | rural        | 111,0            | 4 177             | Jabłoń       |
| Gmina Milanów      | rural        | 116,6            | 4 174             | Milanów      |
| Gmina Dębowa Kłoda | rural        | 188,3            | 3 991             | Dębowa Kłoda |
| Gmina Sosnowica    | rural        | 172,4            | 2 645             | Sosnowica    |
| Gmina Podedwórze   | rural        | 107,2            | 1 848             | Podedwórze   |

## Démographie
Données du 31 décembre 2010 :
| Description | Total  | Total | Femmes | Femmes | Hommes | Hommes |
| ----------- | ------ | ----- | ------ | ------ | ------ | ------ |
| Unité       | Nombre | %     | Nombre | %      | Nombre | %      |
| Population  | 36 280 | 100   | 18 412 | 50,75  | 17 868 | 49,25  |
| Urbain      | 10 172 | 28,04 | 5 289  | 14,58  | 4 883  | 13,46  |
| Rural       | 26 108 | 71,96 | 13 123 | 36,17  | 12 985 | 35,79  |

## Histoire
De 1975 à 1998, les différentes gminy du powiat actuel appartenaient administrativement aux  anciennes voïvodie de Biała Podlaska et voïvodie de Chełm.